# Lionheart (альбом Saxon)
Lionheart (в переводе с англ. — «Львиное сердце») — шестнадцатый студийный альбом английской хеви-метал-группы Saxon, выпущенный 20 сентября 2004.

## Об альбоме
Название альбома отсылает к прозвищу английского короля XII века Ричарда I Львиное Сердце, которому посвящена одноимённая альбому песня. Песня «Witchfinder General» посвящена английскому охотнику на ведьм Мэтью Хопкинсу. Песня «English Man O’ War» воспевает величие английского флота и больших военных кораблей, получивших название «Man of war». На песню «Beyond the Grave» был снят видеоклип и она была выпущена в качестве сингла, предваряющего выход альбома.
Lionheart получил положительные отзывы в прессе и попал в топ-100 в чартах Германии, Греции, Швеции и Швейцарии. Это единственный альбом группы, записанный с барабанщиком финской пауэр-метал-группы Stratovarius Михаэлем Йоргом, покинувшим Saxon сразу после тура в поддержку Lionheart.
17 февраля 2006 альбом был переиздан ограниченным тиражом в десять тысяч экземпляров в формате диджипака с бонусным DVD-Audio, содержащим неизданный ранее материал, видео, rough mix и новую 5.1 / 96 K версию всего альбома, а также именные брелок и значок.

## Список композиций
Слова и музыка всех песен — Saxon.
| №   | Название                 | Длительность |
| --- | ------------------------ | ------------ |
| 1.  | «Witchfinder General»    | 4:49         |
| 2.  | «Man and Machine»        | 3:28         |
| 3.  | «The Return»             | 1:18         |
| 4.  | «Lionheart»              | 6:04         |
| 5.  | «Beyond the Grave»       | 4:55         |
| 6.  | «Justice»                | 4:26         |
| 7.  | «To Live by the Sword»   | 4:10         |
| 8.  | «Jack Tars»              | 0:57         |
| 9.  | «English Man O’ War»     | 4:08         |
| 10. | «Searching for Atlantis» | 5:54         |
| 11. | «Flying on the Edge»     | 4:54         |

## Участники записи
- Бифф Байфорд — вокал
- Пол Квинн — гитара
- Даг Скэррэтт — гитара
- Ниббс Картер — бас-гитара, клавишные
- Йорг Михаэль — ударные

Дополнительные музыканты
- Крис Стабли — клавишные на «Lionheart»

Производство
- Чарли Бауэрфайнд — продюсер, звукорежиссёр
- Пол Рэймонд Грегори[англ.] — обложка
- Сандра Хилтманн и SPV Graphics — оформление буклета

## Чарты
Альбом
| Год  | Страна    | Позиция |
| ---- | --------- | ------- |
| 2004 | Германия  | 44      |
| 2004 | Швеция    | 57      |
| 2004 | Швейцария | 62      |
| 2004 | Франция   | 103     |
| 2004 | Греция    | 44      |